# Ben 10 外星英雄
《Ben 10 外星英雄》（英語：Ben 10: Alien Force）為美國時代華納公司旗下Cartoon Network Studios於2008年推出之電視動畫，是Ben 10系列主劇情的第二套系列作。中国大陆由广东广播电视台嘉佳卡通卫视播出。

## 故事簡介
接續前作世界觀後，小班已經有5年沒有戴上Omnitrix，但是爺爺失蹤以後，小班必須重出江湖再扮英雄。現在面對新的威脅，小班更加不能再單打獨鬥。除了小班、小玟和凱文要充分合作，還要尋找可靠的盟友解決威脅。在第一季與第二季面對的敵人以半人獸和進化人為重大威脅，第三季的主要反派則是則是回歸的魔賈斯。

## 友方
- 田小班（Benjamin Tennyson，Ben）

配音：何志威（台灣）；保志總一朗（日本）
前作主角，在本作依然擔任主角，首次登場為第1集。在本作中年齡為15歲。和以前一樣愛冒險，非常喜歡喝雪泥大王的雪泥，也喜歡踢足球，味覺似乎變的跟馬克爺爺一樣特殊，還會在雪泥裡面加薑汁。過去是由馬克爺爺帶領這個團隊，但是在初期劇情中馬克爺爺的失蹤後，小班成為隊伍實質意義上的領導者，在成功找回馬克爺爺後維持如此。本作中的Omnitrix經過重新校正過(聲控裝置)，讓小班可以叫出新的外星英雄。
在《The Final Battle》小班為了阻止魔賈斯，親手將Omnitrix摧毀並用計將阿貝多手上的Ultimatrix給奪了過來。
- 田小玟（Gwendolyn Tennyson，Gwen）

配音：許淑嬪（台灣）；前田沙耶香（日本）
前作角色，在本作首次登場為第1集。在本作中和小班同為15歲，小班的堂姐妹。在本作中，她的超能力在此版本與小時候設定不同，在十歲的版本中，小玟得到邪咒魔女的魔法書所以學會魔法，而本作中的小玟則改以操縱大自然的能量（稱之為天能，外觀呈現為粉紅色能量）為主要的戰鬥和自保手段，能用雙手做出防護罩、可供踩踏的平台、繩索以及威力強大的粉紅色能量波。
她的天能是遺傳自她和小班的祖母薇朵娜（安諾星人），不過小班卻沒有天能天賦。
- 李凱文（Kevin Levin）(歐斯摩西星人+地球人)（配音：于正昇（台）／幼年：李明幸（台）／杉山紀彰（日）／幼年：増田裕生（日））（初次登場-第1集）

凱文是個高大、渾身肌肉的街頭混混，也是小班以前的死對頭。在先前的故事中，十歲的凱文曾經變為十不像凱文，被小班打進虛無零界時遇到魁哥，接受魁哥的指導擺脫十不像的樣貌，能力由吸收轉為複製。在本作的時間點之前曾經違法買賣武器，現在已改邪歸正，成為小班和小玟的夥伴，不過偶爾還是會做出奸詐投機、趁火打劫的事(但他到最後往往見財化水)。以前常和阿吉合作。對小玟有意思，但是小玟對他遲遲不行動感到不耐，後來終於鼓起勇氣向小玟提出約會，開始與小玟交往。
他的能力可以讓身體表面複製並變成他摸到的任何固體。第三季初期Omnitrix爆炸,變成左臉是天晶玉，身體是半邊岩石與半邊金屬，兩條腿是木頭的怪物。平時用偽裝面具讓自己看起來像是正常人，在《The Final Battle》因為Omnitrix被小班設成自爆模式爆炸所以後來變回人形。凱文有一台車，經常被砸或弄髒。
在《Ben 10 外星蜂暴》曾經送給小班一輛車當生日禮物，這輛車在之後的系列《Ben 10 終極英雄》也會出現。
- 田馬克／馬克爺爺（Max Tennyson/Grandpa Max）（初次登場-第6集）（配音：徐健春（台）たてかべ和也（日））

馬克現在是半退休狀態，他隸屬於行星警察機構（簡稱天工會），也就是水電工組織，他在調查進化人的陰謀時離奇失蹤。
第6集中，為了阻止進化人的陰謀，使用虛無零界投射器拔掉投射器後將發射器的按鈕按下與進化人同歸於盡，但在之後的故事中(第21集)發現田馬克沒死，而是被炸彈炸到虛無零界，而留在那裡幫助救援者對抗零界王（堇悟博士）。第二季最後回歸，並在第三季負責訓練新人。
「榔頭」是田馬克在虛無零界中使用的名稱，後來帶領新水電工對抗進化人。
- 茱莉（Julie Yamamoto）（配音：林美秀（台））（初次登場-第1集）

茱莉是小班的女朋友，黑頭髮有東方人的面孔，個性非常的開朗，經常陪著小班一起讀書，學習成績非常好，很喜歡打網球(也具有相當的實力)。目前身邊養著一隻變形怪(蓋文星變形體)-船(SHIP)，可以變成任何東西，也可以變成戰鬥機參與戰鬥或搭載他們。
- 魚頭獸（Labrid）

水電工特工，物種不明的外星人。首度登場是在《Ben 10 外星英雄》的《Ben 10 Returns: Part 1》，誤會小班偷取Omnitrix。後來與小班和小玟一起發現凱文在仲介永恆武士的外星科技品交易，衝突過後永恆武士逃走，凱文也加入追查永恆武士的行列。在《Ben 10 Returns: Part 2》和永恆武士激烈交戰後傷重而死，臨終時吩咐小班和小玟找出馬克最好的方法就是調查馬克在追查的案子。
- 阿茲米斯（品種：蓋文星人）

配音：劉傑／于正昇（台灣）
蓋文星人，Omnitrix的發明者。也是唯一能輕鬆自由拔下Omnitrix的核心的人。在《Good Copy, Bad Copy》阿貝多變成小班的身體並受困其中後，阿茲米斯出現並拔走阿貝多複製品的核心讓阿貝多永久受困。在《War of the Worlds》進化人發動全面戰爭，阿茲米斯原本不願意讓小班戴Omnitrix參戰，後來讓小班完全掌控Omnitrix的功能。當小班和凱文在《Vengeance of Vilgax》為了和回歸的魔賈斯決鬥而駭入Omnitrix，他先警告小班不能這麼做。後來由於無視警告造成Omnitrix爆發，他表示惱怒並告訴小班要將逃脫的外星人找回。在《Primus》魔賈斯入侵普萊摩斯，他告訴小班等人Omnitrix的基因樣本來自普萊摩斯。在《The Final Battle》小班被奪走Omnitrix，他曾經現身對小班表示小班想出連他都沒想到的方法使用Omnitrix。
- 米亞絲（初次登場-Ben 10電影版 變身之謎）

阿茲米斯的助手，在《Ben 10 變身之謎》登場時，因為私自販賣阿茲米斯的科技品被關在外星監獄陰克西卡裡，與魔賈斯同族，初登場時外型與《Ben 10》第一集登場的魔賈斯差不多，而當時翻譯為瑪亞絲，在《Ben 10外星英雄》登場時比之前瘦了不少。在《The Final Battle: Part 1》開頭發現阿貝多偷走了未完成的Ultimatrix。
- 矛盾博士（Professor Paradox）（初次登場-第10集）

配音：曹冀魯／魏伯勤（台灣）
矛盾博士原本是在1950年美國軍方秘密實驗的參與人之一，後來因為實驗出問題而被吸入的紀年時空軸待了12萬年，不過也因為這樣他走入了永恆，永遠不會老而且可以自由操控週遭的時間、走入任何空間中。現在他在穿越時空修正歷史，據他所言他拯救世界幾百次，其中一次還和小班一起合作。
在《Ben 10 外星英雄》是唯一的時空穿越者。
Dwayne McDuffie證實矛盾博士這個角色的靈感來自於英國電視節目Doctor Who裡的Doctor(尤其是第十任)

## 敵方
- 進化人（Highbreed）（初次登場-第2集）

自稱宇宙中最早出現的物種，進化人相信自己是外星人中血統最純正的一族，就像王族與王族交配之後所生之後代血統才純正的觀念，所以導致近親交配，使本身物種失去對於疾病的抵抗能力，因而瀕臨絕種，目標是消滅銀河系所有的低等生物（在他們眼裡，除了自己的種族外，一律為低等生物，他們稱之為「雜種」），他們來到地球要徹底終結人類，最後改變此想法,此外在戰爭結束後，有些進化人在宇宙做其它工作。
- 半人獸（DNAliens）（初次登場-第1集）

進化人的手下，並非外星人，而是被半獸蟲吸附的人類，基因被半獸蟲竄改，使遺傳因子發生錯誤，可以用Omnitrix導正。可以透過戴上特殊的身份面具為裝成人類的外觀。
- 永恆武士（Forever Knight）（初次登場-第1集）

在《Ben 10》中極場的反派組織。在中世紀時期組成的，以屠龍為目標，在現代社會目標則改為消所有外星人，為了獲得與外星人抗衡的能力而多次參與非法外星科枝的買賣。在知道他們面對的龍是外星人以後，計畫入侵龍的母星。另外，在第一集曾經和受進化人指使的半人獸進行武器交易。
- 喬瑟夫‧查威克博士

永恆武士的科技部門總督導，指揮將大量外星武器科技集合在一艘星艦。但是這艘星艦太過複雜不適合人類操縱，因此委託摩頓爵士捕捉茱莉的蓋爾文變形體寵物─船。將船洗腦後用來操作星艦，但是最後船恢復神智被救走。
- 摩頓爵士（Sir Morton）

永恆武士的指揮官之一，在《Pet Project》一集受委託捕捉茱莉的蓋爾文變形體寵物─船。
- 麥克．晨星（Mike Morningstar）（初次登場-第5集）（配音：李世揚（台））

是一個外表英俊的男孩，是個五官俊挺、往後梳金髮還有藍色眼睛的英俊男子。他的超能力是使用某種會散發星光的能量，可以發射出去，飛上天的時候後面也會伴隨著星光。小班以為可以讓他加入團隊，一起對抗進化人和永恆武士，但是後來發現一件高中女生殭屍案件起因是他，他可以吸取對方的力量讓自己更強大，之前還吸了小玟身上的力量企圖讓自己更強大，但是最後還是被小玟給奪回來了，不過臉也因此毀容。
麥克雖然事件之後沒了力量，但是幾星期後復原了而且力量比以前更強大，後來改名成為黑暗星（Darkstar），不過從星光變成了黑色的能量，可以用光束的方式射出去，同時也可以吸取對方的力量。不過臉還是沒回復成原來的樣子，反而變的更醜，滿臉皺紋、頭髮稀疏、皮膚偏灰（后来麦克戴了一张面具，衣服也换了。），原本企圖吸光進化人和水電工保安官還有小班和凱文身上的力量，但是還是沒得逞，反而被小班他們狠狠的修理一頓，後來被保安官送去虛無零界服刑，但是後來因為小班需要徵召人馬對抗進化人入侵需要他，之後還是獲得解放。
在《Trade-Off》一集中和已經因為Omnitrix爆炸而異變的凱文合作取得大天神金聖石，利用其力量將兩人恢復原狀，不過當時凱文也因此失去超能力。合作完成，他在凱文的臉上打了一拳，留下一個黑眼圈。後來趁小玟找他時對小玟下手，凱文為了小玟親自找上他。大天神金聖石被摧毀，他和凱文都變回異變時的狀態。
- 董悟博士（配音：李香生（台））（初次登場-第21集）

登場於前作《Ben 10》中的反派。是個喜歡製造突變生物的瘋狂科學家，企圖利用Omnitrix將全世界的生物進行突變。原本是個前途看好的生物學家，但是做的實驗都是一些亂七八糟的基因改造實驗，在沒有得獎後性情大變。被關入虛無零界後依然在裡面為非作歹，控制在虛無零界的獄犬獸成為零界王。
- 阿貝多（Albedo）（配音：何志威（台））（初次登場-第16集）

阿貝多原本是一個蓋文星人，阿茲米斯（Azmuth）的前任助手，因為跨越時空複製Omnitrix而外表變成田小班的模樣，雖然他說不喜歡吃地球食物,不過卻對辣醬薯條莫名有了好感。
後來阿貝多因為想要恢復原狀所以到地球企圖搶奪小班的Omnitrix，經過一番打鬥還是沒能得到小班的Omnitrix，反而讓自己的頭髮和衣服變成白色、外套和眼睛變成了紅色，而且身上的Omnitrix的核心被阿茲米斯拔走了，之後被關進不明的外星牢房中。
之後從阿茲米斯的實驗室偷出了Ultimatrix拿來對付田小班，並與魔賈斯聯手然後協助魔賈斯取得Omnitrix。但是魔賈斯在達到目的後立刻把阿貝多抓起來，最後阿貝多被小班脅迫交出Ultimatrix。
- 魔贾斯（初次登場-第27集）

在少年駭客中亦有登場。第三季初期重新登場，企圖奪取Omnitrix並征服地球。征服失敗以後仍不放棄奪取Omnitrix，還進攻普萊摩斯，結果再次被小班變成的超巨人丟到太空。結局時與阿貝多合作奪得小班的Omnitrix，但很快被小班自己毀掉。最後在太空船墜入海中時與小班決戰，因太空船爆炸而戰敗。雖然在外無惡不作，卻非常重視出生星球的同胞。
- 魔卡那（初次登場-第4集）

凱文過去的交易對象之一，利用凱文複製大量天晶玉賺了大錢。他本身的體型相當小，平常是搭配一具人形裝甲活動。
- 阿吉（配音：劉傑（台））

有著老鼠的外表；以前常和凱文合作（都是一些非法交易），也常欺騙、利用他人；欠凱文的錢還沒有還清。
在《Ben 10：終極英雄》中利用永恆武士以及對他忠誠的烈鋼人。
- 濟斯卡

最早登場於《Ben 10》系列中的反派，和小班所持有的外星英雄「鬼影」為同種族。在監獄被魔賈斯救出，一度想侵略魔賈斯星球，被小班掃瞄進Omnitrix，更一度控制小班，之後被收復。
- 邪咒魔女（配音：詹雅菁（台））

配音：詹雅菁（台灣）
在小時候小玟奪走咒語寶典並學會魔法後，對於小玟無師自通且進步神速感到怨恨，尤其小玟還有操作天能的能力。為了奪取小玟的天能，趁凱文和小玟不和的時候離間關係，利用凱文得逞。但是最後被凱文設計，讓小玟將被奪走的天能奪回。

## 外星英雄
- 小波波（品種：Sonorosian）（Echo Echo）（初次登場-第2集）

配音：楊凱凱（台灣）
升級版Omnitrix內建的10個外星基因之一。體性較小，不過戰鬥力不俗。矽基生物。特殊能力是可以發出破壞力超群的超音波，以及複製分身，複製出來的分身是實體而非幻象，只要保有最後一個存活的分身，小班都可以恢復原狀。在部分級數中小班曾經先變身為小波波後、分身、再變回小班的模樣以應對分身乏術的問題，分身出來的小班也配戴有Omnitrix可以變身，不過該集的小波波分身之間具有不同的個性差異。
- 噁爆蛙（品種：高卓曼人）（Upchuck）(初次登場-第25集)

配音：魏伯勤（台灣）
原本在《Ben 10：外星英雄》的故事初期，因為Omnitrix校正內部的外星基因的關係因此消失了一陣子，但在第25集時，阿茲米斯將Omnitrix重設為能變成100萬種外星人之後，再次解鎖其變身功能。能夠吐出四根绿色的像触手的舌头抓取物品捲入口中，幾乎可以吃下任何東西（包括自己的星球），消化後從口中發射威力強大的能量彈攻擊敵人。
- 蟹甲智多星（品種：蟹甲布洛卡特斯星人Cerebrocrustacean）（Brainstorm）（初次登場-第7集)

配音：何志威（台灣）
升級版Omnitrix內建的10個外星基因之一。外型像是螃蟹一樣的外星人，有巨大的頭部和兩隻鉗子形狀的手臂，纖細的腰部底下的身體則有六隻腳。身體外覆蓋橘色的甲殼。在集中注意力的情況下，頭殼會打開、露出巨大的大腦，可以形成電磁風暴或力場。同時，就像《Ben 10》時期的小奇兵一樣，蟹甲智多星的基因組裡就具有高超的智商、因此小班在變身時智力也會獲得一併提升。
- 魟人（品種：Aerophibian）（Jetray）（初次登場-第3集）

配音：于正昇（台灣）
升級版Omnitrix內建的10個外星基因之一。长得像蝠鲼又像翼龙的外星人，身體以紅色和黃色為主，雙眼是沒有瞳孔的綠色，臉部有一個特殊的面具型構造，形成角部。能夠以數倍音速在空中飛行、水裡游動，並可以從眼睛和尾巴射出紅色光束。
- 極微人（品種：Nanomectronian）（Nanomech）（初次登場-Ben 10外星英雄 真人版電影 外星蜂暴）

配音：何志威（台灣）
小班掃瞄晶片後出現的外星英雄，體型非常小、而且還可以變的更小到可鑽入人體的程度。身體有很多地方都是機器構成的，是半人類半外星晶片的外星英雄。背上長有翅膀可以飛行，同時可以在一定程度上操作電流、產生電磁場。
- 沼澤火（品種：海砂火星人 Methanosian）（Swampfire）（初次登場-第1集）

配音：符爽（台灣）
升級版Omnitrix內建的10個外星基因之一。聞起來像爛泥一樣，外觀像是頭上著火的植物，足部則像是樹根。可以透過點燃手中噴出的沼氣造成火焰攻擊，也可以控制植物型態的生命。具有很快的再生速度，也可以像植物一樣改變外型。
- 異形怪（品種：Polymorph ）（Goop）（初次登場-第9集）（配音：許淑嬪（台））

升級版Omnitrix內建的10個外星基因之一。黏呼呼的一大團淺綠色液體，可以隨意變換外形，也能夠改變自己身體的酸鹼度，需要像小幽浮一般的控制器控制液態身體。另外,頭上的控制器可以當作手里剑劃傷敵人。在第28集逃出Omnitrix，後來被小班捕捉。
特異功能：變形、拉長身體、控制酸鹼度。
- 蜘蛛魔猴（品種：阿拉卡那星人）（Spider Monkey）（初次登場-第8集）（配音：于正昇（台））

配音：于正昇（台灣）
升級版Omnitrix內建的10個外星基因之一。長的像猴子和蜘蛛的混合體，這個多足外星人有超人的敏捷度。在第28集逃出Omnitrix，後來被小班捕捉。
特異功能：飛簷走壁、射出蛛網、身手靈活。
- 寒冰幽靈（品種：納克佛吉星人）（Big Chill）（初次登場-第4集）

配音：于正昇（台灣）
升級版Omnitrix內建的10個外星基因之一。人形外星人之一，外觀纖細、身體以黑色、藍色為主色，背後長有兩對巨大的翅膀，在未張開狀態下會像斗篷一樣披在身上。具有無形化的能力，在隱形後可以穿過固體，不過在實體時還是能被攻擊，此外可以將噴出集低溫的吐息、在物體外形成大塊的冰層、將物體冰封住。
- 水晶奇俠（品種：佩卓沙平星人）（Chromastone）（初次登場-第5集）

配音：于正昇（台灣）
升級版Omnitrix內建的10個外星基因之一。活體水晶礦物，能夠吸收並且重導能量，把能量變成雷射光射出。在第28集逃出Omnitrix，後來被小班捕捉。
- 神力暴龍（品種：Vaxasaurian）（Humongousaur）（初次登場-第2集）

配音：符爽（台灣）
升級版Omnitrix內建的10個外星基因之一。外觀類似義肢人行的恐龍，具有粗糙的橘色皮膚，手臂較長、腿部相對短小，長有一根長尾巴可以平衡身體。力氣非常巨大，並可以改變體型，體型越大，力量越大，且在改變體型時身上的特徵也會出現變化，像是長出劍龍般的背鰭、更厚重的肩部甲冑等等。在第2集時，小班曾經在變身為神力暴龙的形態下脚受伤，在恢復小班的狀態後腿部同樣是受傷狀態。
- 鬼影（品種：伊克透瑞星人）（Ghostfreak）

配音：林谷珍（台灣）
在《Ben 10》時期小班可以變身的外星基因之一，在本作劇情後期，因為Omnitrix又重新掃描到鬼影的基因所以再次解鎖其變身功能。外觀和能力的設定和前作相同，可以隱形、穿牆、附身。
- 暴虎（品種︰狂暴星人）(Rath)

配音：李香生（台灣）
外觀像是一隻人形的老虎，體表皮膚以橘色為主、有老虎般的黑色紋路。變身成此種外星人時小班的個性會變的比較粗暴，經常口出惡言、凡事都想用武力解決，因而惹上不少麻煩。體能較人類強大許多，具有強大的力量、防禦能力、跳躍能力，手背長著利爪，在戰鬥時可以自由伸縮，也可以用雙爪重擊地面、產生四散的衝擊波。稱呼凱文為「凱文大笨瓜」。小班第一次變的時候，Omnitrix受到干擾，無法變回來，Omnitrix也因此發生程序錯誤導致暴虎沒穿衣服。
- 鑽石戰神（品種：佩卓沙平星人）（Diamondhead，直譯為「鑽石頭」）(初次登場-第28集)

配音：徐建春（台灣）
在前作《Ben10》中集登場的外星人，在本作初期因為Omnitrix內部校正的關係因此消失了一陣子，但在第28集時，在小班和魔賈斯對決而且幾乎快要輸掉的時候，由於未知的原因變身成了鑽石戰神(官方補充原因只有阿茲米斯知道)，就再一次的成為了小班10隻外星人之一了，並且小班以鑽石戰神的型態擊敗了魔賈斯。外觀和設定與前作類似，但是不像前作穿著外衣，而是直接露出礦物構成的體表，與水晶奇俠類似，本身是一顆具有高度速生長性的活體鑽石，構成礦物具有高反射性與高承受性，可以在身上各處伸出鑽石、或是在手部以鑽石，形成刀刃，或是接觸到地面、讓巨大的鑽石從地面竄出(該集工作人員不熟悉設定導致的錯誤)。
- 北極星（品種：Magnosapien）（lodestar）

配音：曹冀魯（台灣）
人形外星人之一，身體大部分是纖細的黑黃色物質，肩部有突起的大角，金屬形成的頭部在中間漂浮著，在說話時嘴不必活動，聲音充滿磁性，腳部有兩根趾狀構造，手部是像蟹甲智多星一樣的鉗形構造。可以創造磁場，任意排斥、吸引或是和控制金屬製品，也可以發射磁力脈衝，能夠先在手上累積電磁波、然後一次發出、形成攻擊。具有再生能力，可以從一顆核心建立磁場、重建自己的身體。
- 轟天雷（品種：那布里星佩拉洛塔人 Arburian Pelarota）（Cannonbolt）(初次登場-第25集)

配音：林谷珍（台灣）
原本在《Ben 10：外星英雄》的故事初期，因為Omnitrix校正內部的外星基因的關係因此消失了一陣子，但在第25集時，阿茲米斯將Omnitrix重設為能變成100萬種外星人之後，再次解鎖其變身功能。外觀與設定和前作類似，粗壯的身體以白色的柔軟部分和黃色的盔甲形成，手部為粗糙的爪型構造。可滾成圓球狀撞擊敵人，球形狀態下外殼堅硬、內部柔軟，可以保護包在內部的目標不受撞擊傷害。
- X超人（品種：天外天神族）（Alien X）（初次登場-第13集）

配音：憤怒侵略人格：林谷珍/大愛慈悲人格：謝佼娟（台灣）
升級版Omnitrix內建的10個外星基因之一，在初期的片頭動畫中以黑影狀態示人，直到首次在劇集中出現才以清晰的畫面出現。人形外星人之一，體表是黑色的、可以看到內部宇宙的眾多星體，具體能力是字面意思上的心想事成，可以改變現實。屬於宇宙之力量最強大的物種之一的天外天神族，基因內即內建兩個意識，分別是大愛慈悲跟憤怒侵略，以綠色大臉的方式呈現，對事情總是持有不同的意見，因為X超人的力量太過強大、所以做任何事情之前都必須進行決議，然而兩個內建人格本身擁有都會達成１：１的平手局面，因此當小班變身後，前兩個人格希望小班所代表的是第三個人格：理性。所以在小班變身後，不論進行任何行為、即使是移動肢體都需要說服其他兩個人格的其中一個來支持自己，所以即使X超人擁有無敵力量，但因為要搞定他實在太過麻煩了，小班卻很少使用，只有在面對極度危險的事情時才會去使用。
- 超巨人（品種：圖庫斯塔人，To'kustar）（Way Big）〔初次登場-第25集〕

首次登場於《Ben 10》系列的電影版《Ben 10：變身之謎》，在本作初期無法變身，但在第25集時，阿茲米斯將Omnitrix重設為能變成100萬種外星人之後，再次解鎖其變身功能，並且在之後的第28集、第31集登場。設定和外觀與前作略有不同，但體型同樣非常巨大，甚至比大廈還高，並具有相對應的巨大力量，可以透過將雙手在胸前交叉發射出雷射光波。在第28集逃出Omnitrix，後來被小班捕捉。角色造型與能力致敬日本特攝奧特曼系列，物種名稱原名「To'kustar」因近日文中的「特撮／とくさつ Tokusatsu」。

## 每集主題
| 集數 | 主題（英文）                      | 正式譯名（台灣） |
| ---- | --------------------------------- | ---------------- |
| 01   | Ben 10 Returns:Part1              | 重出江湖（上集） |
| 02   | Ben 10 Returns:Part2              | 重出江湖（下集） |
| 03   | Everybody Talks About The Weather | 神秘天氣         |
| 04   | Kevin's Big Score                 | 是敵是友         |
| 05   | All That Glitters                 | 金玉其外         |
| 06   | Max Out                           | 壯烈犧牲         |
| 07   | Pier Pressure                     | 三小無猜         |
| 08   | What Are Little Girls Made Of?    | 真實身份         |
| 09   | The Gauntlet                      | 鐵手套           |
| 10   | Paradox                           | 矛盾博士         |
| 11   | Be-Knighted                       | 屠龍記           |
| 12   | Plumber's Helpers                 | 管道工助手       |
| 13   | X=Ben+2                           | 一個頭三個大     |
| 14   | Darkstar Rising                   | 黑暗星復仇記     |
| 15   | Alone Together                    | 患難之交         |
| 16   | Good Copy, Bad Copy               | 邪惡分身         |
| 17   | Save The Last Dance               | 最後一隻舞       |
| 18   | Under Cover                       | 暗藏玄機         |
| 19   | Pet Project                       | 寵物計畫         |
| 20   | Grounded                          | 禁足記           |
| 21   | Voided                            | 重逢             |
| 22   | Inside Man                        | 內心交戰         |
| 23   | Birds of a Feather                | 王子復仇記       |
| 24   | Unearthed                         | 外星寶寶         |
| 25   | War of the Worlds: Part 1         | 宇宙大戰（上集） |
| 26   | War of the Worlds: Part 2         | 宇宙大戰（下集） |
| 27   | Vengeance of Vilgax: Part 1       | 復仇之戰（上集） |
| 28   | Vengeance of Vilgax: Part 2       | 復仇之戰（下集） |
| 29   | Inferno                           | 地心危機         |
| 30   | Fool's Gold                       | 外星金雞母       |
| 31   | Simple                            | 戰爭與和平       |
| 32   | Don’t Fear the Repo               | 物歸原主         |
| 33   | Singlehanded                      | 斷手記           |
| 34   | If All Else Fails                 | 同歸於盡         |
| 35   | In Charm's Way                    | 凱文的心結       |
| 36   | Ghost Town                        | 鬼域             |
| 37   | Trade-Off                         | 黑吃黑           |
| 38   | Busy Box                          | 不明物體         |
| 39   | Con of Rath                       | 暴虎任務         |
| 40   | Primus                            | 普萊摩斯         |
| 41   | Time Heals                        | 撥亂反正         |
| 42   | The Secret of Chromastone         | 將功贖罪         |
| 43   | Above and Beyond                  | 太空站危機       |
| 44   | Vendetta                          | 為父報仇         |
| 45   | The Final Battle: Part 1          | 最後戰役（上集） |
| 46   | The Final Battle: Part 2          | 最後戰役（下集） |

- Ben 10 外星蜂暴（Ben 10: Alien Swarm）

2009-11-25
- Ben 10 終極英雄（Ben 10 Ultimate Alien ）

2010-10-10 全球同步播出

## 相關連結
- （中文）Ben 10 外星英雄
- udn聯合追星網BEN 10 外星英雄

（页面存档备份，存于）
- （英文）Ben 10 Alien force（页面存档备份，存于）
- （英文）本節目官方網站（页面存档备份，存于）

| 卡通頻道 星期一至四18:00-18:30 | 卡通頻道 星期一至四18:00-18:30                  | 卡通頻道 星期一至四18:00-18:30 |
| ------------------------------ | ----------------------------------------------- | ------------------------------ |
|                                | BEN 10 外星英雄 （2009年1月19日-2009年4月14日） |                                |
| BEN 10                         | BEN 10                                          |                                |